# Eucharis decerodera
Eucharis decerodera är en stekelart som beskrevs av Maximilian Spinola 1853. Eucharis decerodera ingår i släktet Eucharis och familjen Eucharitidae. Inga underarter finns listade i Catalogue of Life.